# W. Hugh Woodin
William Hugh Woodin (ur. 23 kwietnia 1955 w Tucson) – amerykański matematyk specjalizujący się w logice matematycznej. Profesor matematyki na Uniwersytecie Kalifornijskim w Berkeley. Znany z wkładu w teorię mnogości, a w szczególności z badań związanych z dużymi liczbami kardynalnymi, aksjomatami determinacji oraz forsingiem. Członek American Academy of Arts and Sciences. W 1986 i 2002 wygłosił wykłady sekcyjne, a w 2010 wykład plenarny na Międzynarodowym Kongresie Matematyków.
Doktoryzował się w 1984 roku na Uniwersytecie Kalifornijskim w Berkeley pod kierunkiem Roberta Solovaya.
Najnowsze jego wyniki dotyczące tzw. Ω-logiki mogą być interpretowane jako argumenty za odrzuceniem hipotezy continuum.

## Ważniejsze osiągnięcia
- W końcu lat 80. XX wieku, Woodin, Donald A. Martin i John Steel wykazali, że przy założeniu istnienia odpowiednio dużych liczb kardynalnych, wszystkie gry na zbiory rzutowe są zdeterminowane[3][4]. Ponadto udowodnili, że jeśli istnieją odpowiednio duże liczby kardynalne, to ZF+AD jest niesprzeczne.
- W latach 90. XX wieku, Woodin rozwinął teorię wokół forsingu {\displaystyle \mathbf {P} _{\max },} co było kluczowym elementem badań struktury {\displaystyle ({\mathcal {H}}(\omega _{2}),\in ,I_{NS})} przy założeniu aksjomatu determinacji w {\displaystyle \mathbf {L} (\mathbb {R} )} (gdzie {\displaystyle I_{NS}} jest ideałem niestacjonarnych podzbiorów {\displaystyle \omega _{1},} a {\displaystyle {\mathcal {H}}(\omega _{2})} jest rodziną zbiorów dziedzicznie mocy {\displaystyle <\omega _{2}})[5].